# Charles Gmelin
Charles Henry Stuart Gmelin, né le 28 mai 1872 à Krishnagar en Inde, mort le 12 octobre 1950 à Oxford, a été un ancien athlète, présent aux Jeux olympiques d'été de 1896 à Athènes pour le Royaume-Uni de Grande-Bretagne et d'Irlande.
Gmelin est né dans le Bengale en Inde, où son père officie en qualité de missionnaire chrétien, mais il va en Angleterre assez jeune pour être scolarisé.
Il suit des études au Magdalene College School et au Keble College d'Oxford. Après avoir été diplômé, il entre dans les ordres religieux et devient proviseur de la Freshfields School à Oxford. Gmelin est un sportif pluridisciplinaire qui a représenté Oxfordshire à la fois en football et au cricket.
Il est le premier athlète britannique à se présenter à une compétition olympique lors de la rénovation des Jeux et il termine troisième de la série inaugurale du 100 mètres avec un temps estimé à 12 s 9. Il n'est pas qualifié pour la finale.
Il a davantage de réussite lors de l'épreuve du 400 mètres où il termine second derrière Tom Burke des États-Unis dans sa série. Il dispute la finale, il termine à la troisième place derrière les représentants des États-Unis Tom Burke et Herbert Jamison dans un temps de 55,6 secondes. 
Alors qu'aucune récompense n'est décernée lors des Jeux olympiques d'été de 1896 à Athènes, il sera crédité de la médaille de bronze selon le classement postérieur établi par le Comité international olympique.

## Palmarès
| Date | Compétition           | Lieu    | Résultat         | Épreuve | Performance |
| ---- | --------------------- | ------- | ---------------- | ------- | ----------- |
| 1896 | Jeux olympiques d'été | Athènes | Éliminé en série | 100 m   | Inconnue    |
| 1896 | Jeux olympiques d'été | Athènes | 3e               | 400 m   | 56 s 7      |